# Faglia di Ballenas
La faglia di Ballenas  è una delle faglie trasformi a movimento laterale destro presenti sul fondale marino del Golfo di California, nell'Oceano Pacifico, al largo della costa dello stato messicano di Sonora. In particolare, questa faglia arriva anche ad estendersi attraverso il canale di Ballenas, che separa l'isola Ángel de la Guarda dalla penisola di Bassa California.
La faglia di Ballenas fa parte della zona di rift del Golfo di California, l'estensione settentrionale della dorsale del Pacifico orientale, e collega il bacino di Delfin, a nord, con il bacino di San Pietro Martire, a sud. In letteratura spesso ci si riferisce ad essa come alla faglia più settentrionale del gruppo di quattro faglie trasformi chiamato sistema di faglia trasforme di Guaymas.
Il 3 agosto del 2009, nella faglia di Ballenas è stato localizzato l'epicentro di un terremoto di magnitudo momento 6,9.